# Kup europskih prvaka 1974./75. (vaterpolo)
Ovo je dvanaesto izdanje Kupa europskih prvaka. Naslov je peti put u povijesti osvojio beogradski Partizan. Još u skupinama ispali su MGU Moskva (branitelj naslova), ČH Košice, Pro Recco i Würzburg 05. Zatim se igrala završna skupina.
- 1. Partizan (Jugoslavija)
- 2. Orvosegyetem (Mađarska)
- 3. Dinamo Bukurešt (Rumunjska)
- 4. De Robben (Nizozemska)

- sastav Partizana (peti naslov): Miloš Marković, Đorđe Perišić, Uroš Marović, Zoran Avramović, Ratko Rudić, Duško Antunović, Miroslav Sofijanić, Predrag Manojlović, Mirko Sandić, Nikola Stamenić, Siniša Belamarić, Zoran Bratuša, Božidar Novaković, Predrag Vraneš